# Bychowszczyzna Wielka
Bychowszczyzna Wielka (biał. Вялікая Быхаўшчына, Wialikaja Bychauszczyna; ros. Большая Быховщина, Bolszaja Bychowszczina) – wieś na Białorusi, w obwodzie mińskim, w rejonie nieświeskim, w sielsowiecie Łań, nad Łanią.

## Historia
Karol Józef de Virion zakupił od księcia Dominika Radziwiłła majątek Bychowszczyzna (dziś Bychowszczyzna Mała i Bychowszczyzna Wielka) w XVIII wieku.
W XIX i w początkach XX w. położona była w Rosji, w guberni mińskiej, w powiecie słuckim, w gminie Łań.
W dwudziestoleciu międzywojennym leżała w Polsce, w województwie nowogródzkim, w powiecie nieświeskim, w gminie Łań. W 1921 miejscowość liczyła 553 mieszkańców, zamieszkałych w 98 budynkach, w tym 551 Białorusinów, 1 Polaka i 1 osobę innej narodowości. 547 mieszkańców było wyznania prawosławnego i 6 mojżeszowego.
Po II wojnie światowej w granicach Związku Sowieckiego. Od 1991 w niepodległej Białorusi.